# Zdbice
Zdbice (deutsch Stabitz) ist ein Dorf in der Landgemeinde (Gmina) Wałcz (Deutsch Krone) im Powiat Wałecki (Deutsch Kroner Kreis) der polnischen Woiwodschaft Westpommern.

## Geographische Lage
Das Dorf liegt nördlich am Stabitz-See und westlich der Pilow, etwa 14 Kilometer nördlich von Deutsch Krone (Wałcz), 13 Kilometer südsüdwestlich von Zippnow (Sypniewo) und fünf Kilometer östlich von Neugolz (Golce).

## Geschichte

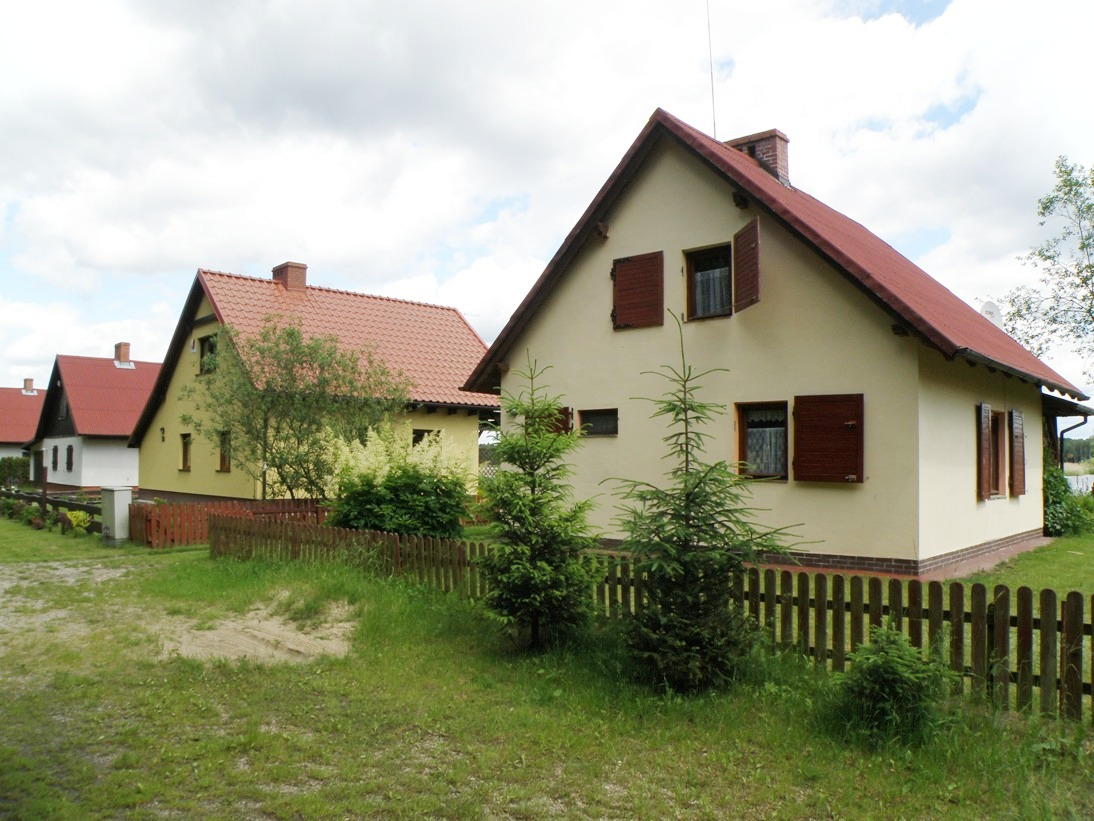
Häuser im Dorf (Juni 2019)

Die Grenzregion des Netzedistrikts, in der das Dorf liegt, hatte ursprünglich zum Herzogtum Pommern gehört, war vorübergehend unter polnische Herrschaft gelangt und dann an die Markgrafen von Brandenburg gekommen. Im Rahmen der Ersten Teilung Polen-Litauens kam das Dorf 1772 zusammen mit dem Landkreis Deutsch Krone an Preußen.
Ältere Ortsbezeichnungen sind Sbyczno (1639) und Stabitz (1641). In einer falschen Urkunde von 1290 wurde der Ort Stubitz genannt.
Die Gemeinde Stabitz hatte um 1930 eine 20 km² große Gemarkungsfläche, und auf dem Gemeindegebiet befanden sich drei Wohnplätze, auf denen insgesamt 51 bewohnte Wohnhäuser standen:
- Kampberg
- Moritzberg
- Stabitz

Im Jahr 1945 gehörte Stabitz zum Landkreis Deutsch Krone im Regierungsbezirk Grenzmark Posen-Westpreußen der preußischen Provinz Pommern des Deutschen Reichs. Stabitz war dem Amtsbezirk Neugolz zugeordnet.
Im Februar 1945 wurde Stabitz von der Roten Armee besetzt. Nach Beendigung der Kampfhandlungen wurde die Region seitens der sowjetischen Besatzungsmacht zusammen mit ganz Hinterpommern und der südlichen Hälfte Ostpreußens – militärische Sperrgebiete ausgenommen – der Volksrepublik Polen zur Verwaltung überlassen. Es wanderten nun Polen zu. Stabitz wurde unter der polnischen Ortsbezeichnung „Zdbice“ verwaltet. Die einheimische Bevölkerung wurde von der polnischen Administration mit seltenen Ausnahmen aus Stabitz vertrieben.

### Demographie
| Jahr | Einwohner | Anmerkungen |
| ---- | --------- | --- |
| 1783 | –         | königliches Dorf nebst einer katholischen Filialkirche von Zippnow, 24 Feuerstellen (Haushaltungen), im Netzedistrikt, Kreis Krone |
| 1818 | 135       | königliches Dorf, Amt Schrotz |
| 1864 | 396       | darunter 151 Evangelische und 241 Katholiken                                                                                       |
| 1910 | 320       | am 1. Dezember, davon 121 Evangelische und 199 Katholiken; eine Person mit polnischer Muttersprache                                |
| 1925 | 336       | darunter 113 Evangelische und 223 Katholiken                                                                                       |
| 1933 | 368       | [ 7 ] |
| 1939 | 323       | [ 7 ] |

## Kirche
Die Protestanten der bis 1945 anwesenden Dorfbevölkerung gehörten zum Kirchspiel Neugolz.